# Jegor Walerjewitsch Awerin
Jegor Walerjewitsch Awerin (russisch Егор Валерьевич Аверин; * 25. August 1989 in Omsk, Russische SFSR) ist ein russischer Eishockeyspieler, der seit Mai 2012 bei Lokomotive Jaroslawl aus der Kontinentalen Hockey-Liga unter Vertrag steht.

## Karriere
Jegor Awerin begann seine Karriere als Eishockeyspieler in seiner Heimatstadt in der Nachwuchsabteilung des HK Awangard Omsk, für dessen Profimannschaft er von 2006 bis 2008 in der Superliga aktiv war. Ab der Saison 2008/09 nahm der Angreifer mit dem HK Awangard am Spielbetrieb der neu gegründeten Kontinentalen Hockey-Liga teil und erreichte mit seinem Team in der Saison 2011/12 das Playoff-Finale.
Seit Mai 2012 steht Awerin bei Lokomotive Jaroslawl unter Vertrag.

### International
Für Russland nahm Awerin an der U18-Junioren-Weltmeisterschaft 2007 teil, bei der er mit seiner Mannschaft Weltmeister wurde. Zu diesem Erfolg trug er mit drei Toren und zwei Vorlagen in sieben Spielen bei.

## Erfolge und Auszeichnungen
- 2007 Goldmedaille bei der U18-Junioren-Weltmeisterschaft

## Statistik
(Stand: Ende der Saison 2018/19)